# Egnasia caduca
Egnasia caduca är en fjärilsart som beskrevs av Swinhoe 1885. Egnasia caduca ingår i släktet Egnasia och familjen nattflyn. Inga underarter finns listade i Catalogue of Life.